# پولیاکوفکا (شهرستان اوچالینسکی، باشقیرستان)
پولیاکوفکا (انگلیسی: Polyakovka, Uchalinsky District, Republic of Bashkortostan) یک شهرک در شهرستان اوچالینسکی استان باشقیرستان کشور روسیه است.